# Списак посланика Народне скупштине ФНРЈ (1945—1950)
Списак народних посланика Народне скупштине ФНР Југославије првог сазива (1945—1950) изабраних на изборима за Уставотворну скупштину ДФЈ, 11. новембра 1945. и допунским изборима за Савезно веће Народне скупштине ФНРЈ, одржаним 17. децембра 1947. године. Први сазив Народне скупштине ФНРЈ постојао је до 24. априла 1950, када је конституисан други сазив, након избора одржаних 26. марта 1950. године.
На списку се налазе народни посланици Савезног већа и Већа народа Народне скупштине ФНРЈ. Веће народа имало је 175 посланика (свака народна република по 25, АП Војводина 15 и Аутономна Косовометохијска област 10), док је Савезно веће имало 351 посланика (на сваких 50.000 грађана бирао се по један посланик) — 348 посланика изабрано је 1945, а додатних 13 посланика 1947. године.

## Списак народних посланика Савезног већа

### Посланици изабрани у НР Босни и Херцеговини
| Посланици Савезног већа изабрани у изборним окрузима НР Босне и Херцеговине | Посланици Савезног већа изабрани у изборним окрузима НР Босне и Херцеговине | Посланици Савезног већа изабрани у изборним окрузима НР Босне и Херцеговине | Посланици Савезног већа изабрани у изборним окрузима НР Босне и Херцеговине | Посланици Савезног већа изабрани у изборним окрузима НР Босне и Херцеговине |
| број                                                                        | име и презиме                                                               | изборни округ                                                               | изборни срез                                                                | напомена                                                                    |
| --------------------------------------------------------------------------- | --------------------------------------------------------------------------- | --------------------------------------------------------------------------- | --------------------------------------------------------------------------- | --------------------------------------------------------------------------- |
| 1                                                                           | Авдо Хумо                                                                   | град Сарајево                                                               | Сарајево град 1                                                             |                                                                             |
| /                                                                           | Војислав Кецмановић                                                         | град Сарајево                                                               | Сарајево град 2                                                             |                                                                             |
| 2                                                                           | Грујо Новаковић                                                             | сарајевски                                                                  | рогатички                                                                   |                                                                             |
| 3                                                                           | Нико Толо                                                                   | сарајевски                                                                  | фојнички                                                                    |                                                                             |
| /                                                                           | Пашага Манџић                                                               | сарајевски                                                                  | зенички                                                                     |                                                                             |
| 4                                                                           | Хамдија Чемерлић                                                            | сарајевски                                                                  | височки                                                                     |                                                                             |
| 5                                                                           | Војо Љујић                                                                  | сарајевски                                                                  | Вареш                                                                       |                                                                             |
| 6                                                                           | Томо Међо                                                                   | сарајевски                                                                  | сарајевски                                                                  |                                                                             |
| 7                                                                           | Ферид Ченгић                                                                | сарајевски                                                                  | фочански                                                                    |                                                                             |
| 8                                                                           | Мујо Хоџић                                                                  | сарајевски                                                                  | Горажде—Вишеград                                                            |                                                                             |
| 9                                                                           | Војислав Кецмановић                                                         | тузлански                                                                   | Бијељина                                                                    |                                                                             |
| /                                                                           | Пашага Манџић                                                               | тузлански                                                                   | тузлански                                                                   |                                                                             |
| 10                                                                          | Цвијетин Мијатовић                                                          | тузлански                                                                   | Лопаре—Угљевик                                                              |                                                                             |
| 11                                                                          | Мустафа Виновић                                                             | тузлански                                                                   | Тузла град                                                                  |                                                                             |
| 12                                                                          | Хасан Бурић                                                                 | тузлански                                                                   | Брчко                                                                       |                                                                             |
| 13                                                                          | Мехмедалија Хугић                                                           | тузлански                                                                   | Лукавац                                                                     |                                                                             |
| 14                                                                          | Омер Глухић                                                                 | тузлански                                                                   | Зворник                                                                     | мандат му престао 28. новембра 1948.                                        |
| 15                                                                          | Перо Ђукановић                                                              | тузлански                                                                   | Сребреница                                                                  |                                                                             |
| 16                                                                          | Едхем Ћамо                                                                  | тузлански                                                                   | Градачац                                                                    |                                                                             |
| 17                                                                          | Брано Савић                                                                 | тузлански                                                                   | Кладањ—Власеница                                                            |                                                                             |
| 18                                                                          | Антун Ђојић                                                                 | тузлански                                                                   | Босански Шамац                                                              |                                                                             |
| 19                                                                          | Угљеша Даниловић                                                            | добојски                                                                    | Оџак—Модрича                                                                |                                                                             |
| 20                                                                          | Едхем Побрић                                                                | добојски                                                                    | Тешањ—Маглај                                                                |                                                                             |
| 21                                                                          | Бошко Хаџић                                                                 | добојски                                                                    | Дервента                                                                    |                                                                             |
| 22                                                                          | Васо Чубриловић                                                             | добојски                                                                    | Добој                                                                       |                                                                             |
| 23                                                                          | Сулејман Филиповић                                                          | добојски                                                                    | Грачаница                                                                   |                                                                             |
| 24                                                                          | Новица Мрковић                                                              | добојски                                                                    | Босански Брод                                                               |                                                                             |
| 25                                                                          | Гавро Симеунчевић                                                           | добојски                                                                    | Теслић                                                                      |                                                                             |
| 26                                                                          | Едхем Пашалић                                                               | добојски                                                                    | Жепче—Завидовић                                                             |                                                                             |
| 27                                                                          | Ђуро Пуцар Стари                                                            | Бања Лука                                                                   | Босански Нови                                                               | поднео оставку                                                              |
| 27                                                                          | Светозар Вејиновић                                                          | Бања Лука                                                                   | Босански Нови                                                               | изабран уместо Ђ. Пуцара                                                    |
| 28                                                                          | Бошко Шиљеговић                                                             | Бања Лука                                                                   | Босанска Дубица—Босанска Градишка                                           |                                                                             |
| 29                                                                          | Осман Карабеговић                                                           | Бања Лука                                                                   | Бања Лука                                                                   |                                                                             |
| 30                                                                          | Гојко Гајић                                                                 | Бања Лука                                                                   | бањалучки                                                                   |                                                                             |
| 31                                                                          | Симо Комненић                                                               | Бања Лука                                                                   | Приједор                                                                    |                                                                             |
| 32                                                                          | Љубо Јанковић                                                               | Бања Лука                                                                   | Прњавор                                                                     |                                                                             |
| 33                                                                          | Михаило Павловић                                                            | Бања Лука                                                                   | Котор Варош                                                                 |                                                                             |
| 34                                                                          | Стево Самарџија                                                             | Бања Лука                                                                   | Србац—Лакташи                                                               |                                                                             |
| 35                                                                          | Петар Војиновић                                                             | Бања Лука                                                                   | Сански Мост—Пискавце                                                        |                                                                             |
| 36                                                                          | Митар Ковачевић                                                             | Бања Лука                                                                   | Кључ                                                                        |                                                                             |
| 37                                                                          | Васо Бутозан                                                                | Бања Лука                                                                   | Мркоњић Град                                                                |                                                                             |
| /                                                                           | Јосип Броз Тито                                                             | Бихаћ                                                                       | Дрвар—Босанско Грахово                                                      |                                                                             |
| 38                                                                          | Илија Дошен                                                                 | Бихаћ                                                                       | Босански Петровац—Лушци Паланка                                             | мандат му престао 20. јула 1946.                                            |
| 38                                                                          | Хасан Мујагић                                                               | Бихаћ                                                                       | Босански Петровац—Лушци Паланка                                             | заменио И. Дошена                                                           |
| 39                                                                          | Енвер Реџић                                                                 | Бихаћ                                                                       | Бихаћ                                                                       |                                                                             |
| 40                                                                          | Сава Вулин                                                                  | Бихаћ                                                                       | Босанска Крупа                                                              |                                                                             |
| 41                                                                          | Хамдија Омановић                                                            | Цазин—Велика Кладуша                                                        |                                                                             |                                                                             |
| 42                                                                          | Иван Рибар                                                                  | травнички                                                                   | Јајце                                                                       |                                                                             |
| 43                                                                          | Јозо Бакрач                                                                 | травнички                                                                   | Ливно—Гламоч                                                                |                                                                             |
| 44                                                                          | Месун Хотић                                                                 | травнички                                                                   | Бугојно—Горњи Вакуф                                                         |                                                                             |
| 42                                                                          | Миле Перковић                                                               | травнички                                                                   | Дувно—Прозор                                                                |                                                                             |
| 43                                                                          | Јаков Гргурић                                                               | травнички                                                                   | Витез                                                                       |                                                                             |
| 44                                                                          | Хамдија Синановић                                                           | травнички                                                                   | Травник                                                                     |                                                                             |
| 45                                                                          | Владо Шегрт                                                                 | херцеговачки                                                                | Требиње—Билећа—Љубиње                                                       |                                                                             |
| 46                                                                          | Новак Мастиловић                                                            | херцеговачки                                                                | Невесиње—Гацко                                                              |                                                                             |
| 47                                                                          | Заим Шарац                                                                  | херцеговачки                                                                | Коњиц                                                                       |                                                                             |
| 48                                                                          | Хуснија Курт                                                                | херцеговачки                                                                | мостарски                                                                   |                                                                             |
| 49                                                                          | Анте Рамљак                                                                 | херцеговачки                                                                | Широки Бријег—Посушје                                                       |                                                                             |
| 50                                                                          | Мате Марковић                                                               | херцеговачки                                                                | Љубушки                                                                     |                                                                             |
| 51                                                                          | Душан Грк                                                                   | херцеговачки                                                                | Столац—Чапљина                                                              |                                                                             |

### Посланици изабрани у НР Македонији
| Посланици Савезног већа изабрани у изборним окрузима НР Македоније | Посланици Савезног већа изабрани у изборним окрузима НР Македоније | Посланици Савезног већа изабрани у изборним окрузима НР Македоније | Посланици Савезног већа изабрани у изборним окрузима НР Македоније | Посланици Савезног већа изабрани у изборним окрузима НР Македоније |
| број                                                               | име и презиме                                                      | изборни округ                                                      | изборни срез                                                       | напомена                                                           |
| ------------------------------------------------------------------ | ------------------------------------------------------------------ | ------------------------------------------------------------------ | ------------------------------------------------------------------ | ------------------------------------------------------------------ |
| /                                                                  | Јосип Броз Тито                                                    | град Скопље                                                        | 1                                                                  |                                                                    |
| 1                                                                  | Хаџи Мустафа Хасан Шукри                                           | град Скопље                                                        | 2                                                                  |                                                                    |
| 2                                                                  | Акиф Леши                                                          | скопски                                                            | гостиварско-ростушко-дебарски                                      |                                                                    |
| 3                                                                  | Павел Шатев                                                        | скопски                                                            | кратовско-кривопаланачки                                           |                                                                    |
| 4                                                                  | Круме Наумовски                                                    | скопски                                                            | Тетово                                                             |                                                                    |
| 5                                                                  | Неџат Аголи                                                        | скопски                                                            | тетовски                                                           | мандат му престао 28. новембра 1948.                               |
| 6                                                                  | Мара Нацева                                                        | скопски                                                            | Куманово                                                           |                                                                    |
| /                                                                  | Светозар Вукмановић Темпо                                          | скопски                                                            | кумановски                                                         |                                                                    |
| 7                                                                  | Боге Кузмановски                                                   | скопски                                                            | скопски                                                            |                                                                    |
| 8                                                                  | Љупчо Арсов                                                        | штипски                                                            | штипски                                                            |                                                                    |
| 9                                                                  | Кирил Михајловски                                                  | штипски                                                            | кочански                                                           |                                                                    |
| 10                                                                 | Васил Ђорговски                                                    | штипски                                                            | царевоселски                                                       |                                                                    |
| 11                                                                 | Василев Гјорги                                                     | штипски                                                            | струмички                                                          |                                                                    |
| 12                                                                 | Киро Петрушев                                                      | штипски                                                            | ђевђелијски                                                        |                                                                    |
| 13                                                                 | Страхил Гигов                                                      | велешки                                                            | велешки                                                            |                                                                    |
| 14                                                                 | Ванчо Бурзевски                                                    | велешки                                                            | Св. Никола                                                         |                                                                    |
| 15                                                                 | Никола Минчев                                                      | велешки                                                            | кавадарско-неготински                                              |                                                                    |
| 16                                                                 | Димитар Влахов                                                     | битољски                                                           | Битољ                                                              |                                                                    |
| 17                                                                 | Благоја Фотев                                                      | битољски                                                           | битољдко-мориховски                                                |                                                                    |
| 18                                                                 | Цветко Узуновски                                                   | битољски                                                           | охридско-ресански                                                  |                                                                    |
| 19                                                                 | Методије Андонов Ченто                                             | битољски                                                           | прилепски                                                          | мандат му престао 29. марта 1946.                                  |
| 19                                                                 | Киро Крстевски                                                     | битољски                                                           | прилепски                                                          | заменио М. Андонова                                                |
| 20                                                                 | Тома Кутурец                                                       | битољски                                                           | крушевско-бродски                                                  |                                                                    |
| 21                                                                 | Борис Алексовски                                                   | битољски                                                           | кичевски                                                           |                                                                    |
| 22                                                                 | Владе Малевски                                                     | битољски                                                           | струшки                                                            |                                                                    |

### Посланици изабрани у НР Словенији
| Посланици Савезног већа изабрани у изборним окрузима НР Словеније | Посланици Савезног већа изабрани у изборним окрузима НР Словеније | Посланици Савезног већа изабрани у изборним окрузима НР Словеније | Посланици Савезног већа изабрани у изборним окрузима НР Словеније | Посланици Савезног већа изабрани у изборним окрузима НР Словеније |
| број                                                              | име и презиме                                                     | изборни округ                                                     | изборни срез                                                      | напомена                                                          |
| ----------------------------------------------------------------- | ----------------------------------------------------------------- | ----------------------------------------------------------------- | ----------------------------------------------------------------- | ----------------------------------------------------------------- |
| /                                                                 | Јосип Броз Тито                                                   | град Љубљана                                                      | 1                                                                 |                                                                   |
| 1                                                                 | Едвард Кардељ                                                     | град Љубљана                                                      | 2                                                                 |                                                                   |
| 2                                                                 | Маријан Брецељ                                                    | град Љубљана                                                      | 3                                                                 |                                                                   |
| 3                                                                 | Иван Мачек                                                        | љубљански                                                         | Љубљана-околина                                                   |                                                                   |
| 4                                                                 | Матвеж Хаце                                                       | љубљански                                                         | Нотрањска                                                         |                                                                   |
| 5                                                                 | Франце Кимовец                                                    | љубљански                                                         | Гросупље                                                          |                                                                   |
| 6                                                                 | Андреј Бохинц                                                     | љубљански                                                         | Камник                                                            | мандат му престао 25. новембра 1948.                              |
| 6                                                                 | Антон Штурм                                                       | љубљански                                                         | Камник                                                            | заменио А. Бохинца                                                |
| 7                                                                 | Тоне Фајфар                                                       | љубљански                                                         | Крањ-Шкофја Лука                                                  |                                                                   |
| 8                                                                 | Алеш Јеленц                                                       | љубљански                                                         | Јесенице                                                          |                                                                   |
| 9                                                                 | Зоран Полич                                                       | Марибор                                                           | Марибор град                                                      |                                                                   |
| 10                                                                | Владо Маихен                                                      | Марибор                                                           | Марибор-Леви Брег                                                 |                                                                   |
| 11                                                                | Макс Шнудерл                                                      | Марибор                                                           | Марибор-Десни Брег                                                |                                                                   |
| 12                                                                | Ловро Кухар                                                       | Марибор                                                           | Преваље                                                           |                                                                   |
| 13                                                                | Јоже Јуранчич                                                     | Марибор                                                           | Птуј                                                              |                                                                   |
| 14                                                                | Мишко Крањец                                                      | Марибор                                                           | Мурска Собота                                                     |                                                                   |
| 15                                                                | Јоже Коцбек                                                       | Марибор                                                           | Радгона                                                           |                                                                   |
| 16                                                                | Фердо Година                                                      | Марибор                                                           | Доња Лендава                                                      |                                                                   |
| 17                                                                | Иван Рибич                                                        | Марибор                                                           | Љутомер                                                           |                                                                   |
| 18                                                                | Јанез Хрибар Тоне                                                 | Ново Место                                                        | Кршко                                                             |                                                                   |
| 19                                                                | Франц Хочовар Цирил                                               | Ново Место                                                        | Чрномељ                                                           |                                                                   |
| 20                                                                | Метод Микуш                                                       | Ново Место                                                        | Кочевје                                                           |                                                                   |
| 21                                                                | Вида Томшич                                                       | Ново Место                                                        | Ново Место                                                        |                                                                   |
| 22                                                                | Јоже Борштнар                                                     | Ново Место                                                        | Требње                                                            |                                                                   |
| 23                                                                | Франц Лескошек                                                    | Цеље                                                              | Цеље                                                              |                                                                   |
| 24                                                                | Антон Витопник                                                    | Цеље                                                              | Горњи град                                                        |                                                                   |
| 25                                                                | Иван Ковачич Ефенка                                               | Цеље                                                              | Слов. Коњице                                                      |                                                                   |
| 26                                                                | Франц Светек                                                      | Цеље                                                              | Шмарје при Јелшах                                                 |                                                                   |
| 27                                                                | Јоже Лампрет                                                      | Цеље                                                              | Шоштањ                                                            |                                                                   |
| 28                                                                | Миха Маринко                                                      | Цеље                                                              | Трбовље                                                           |                                                                   |

### Посланици изабрани у НР Србији
| Посланици Савезног већа изабрани у изборним окрузима НР Србије | Посланици Савезног већа изабрани у изборним окрузима НР Србије | Посланици Савезног већа изабрани у изборним окрузима НР Србије | Посланици Савезног већа изабрани у изборним окрузима НР Србије | Посланици Савезног већа изабрани у изборним окрузима НР Србије |
| број                                                           | име и презиме                                                  | изборни округ                                                  | изборни срез                                                   | напомена                                                       |
| -------------------------------------------------------------- | -------------------------------------------------------------- | -------------------------------------------------------------- | -------------------------------------------------------------- | -------------------------------------------------------------- |
| 1                                                              | Моша Пијаде                                                    | град Београд                                                   | првог рејона                                                   |                                                                |
| 2                                                              | Сретен Жујовић                                                 | град Београд                                                   | другог рејона                                                  |                                                                |
| 3                                                              | Владимир Симић                                                 | град Београд                                                   | трећег рејона                                                  |                                                                |
| 4                                                              | Владислав С. Рибникар                                          | град Београд                                                   | четвртог рејона                                                |                                                                |
| 5                                                              | Павле Павловић                                                 | град Београд                                                   | петог рејона                                                   |                                                                |
| 6                                                              | Александар Ранковић                                            | град Београд                                                   | шестог рејона                                                  |                                                                |
| 7                                                              | Јосип Броз Тито                                                | град Београд                                                   | седмог рејона                                                  |                                                                |
| /                                                              | Сретен Жујовић                                                 | београдски                                                     | младеоновачки                                                  |                                                                |
| /                                                              | Александар Ранковић                                            | београдски                                                     | посавски                                                       |                                                                |
| 8                                                              | Радован Грујић                                                 | београдски                                                     | колубарски                                                     |                                                                |
| 9                                                              | Момчило Марковић                                               | београдски                                                     | космајски                                                      |                                                                |
| 10                                                             | Воја Јеремић                                                   | београдски                                                     | великоорашки                                                   |                                                                |
| 11                                                             | Драгослав Марковић                                             | београдски                                                     | врачарско-грочански                                            |                                                                |
| 12                                                             | Иван Стефановић Срба                                           | београдски                                                     | подунавски                                                     |                                                                |
| 13                                                             | Божидарка Дамњановић Кика                                      | београдски                                                     | јасенички                                                      |                                                                |
| 14                                                             | Србољуб Јосиповић                                              | ваљевски                                                       | посавски                                                       |                                                                |
| 15                                                             | Радован Мијушковић                                             | ваљевски                                                       | тамнавски                                                      |                                                                |
| 16                                                             | Добросав Томашевић                                             | ваљевски                                                       | колубарски                                                     |                                                                |
| 17                                                             | Живота Ђермановић                                              | ваљевски                                                       | ваљевско-подгорски и град Ваљево                               |                                                                |
| 18                                                             | Михаило Ђуровић                                                | врањски                                                        | масуричко-пољански                                             |                                                                |
| 19                                                             | Василије Смајевић                                              | врањски                                                        | пчињско-прешевски                                              |                                                                |
| 20                                                             | Душан Девеџић Жика                                             | врањски                                                        | врањски                                                        |                                                                |
| 21                                                             | Васко Апостолов                                                | врањски                                                        | босиљградски                                                   | мандат му престао 11. марта 1947.                              |
| 22                                                             | Живан Васиљевић                                                | тимочки                                                        | зајечарски                                                     |                                                                |
| 23                                                             | Тодор Бечирић                                                  | тимочки                                                        | неготински                                                     |                                                                |
| 24                                                             | Милорад Бисић                                                  | тимочки                                                        | заглавско-тимочки                                              |                                                                |
| 25                                                             | Петар Мундрић                                                  | тимочки                                                        | борско-крајински                                               |                                                                |
| 26                                                             | Јанко Симеоновоић                                              | тимочки                                                        | бољевачки                                                      |                                                                |
| 27                                                             | Таса Радуловић                                                 | тимочки                                                        | брзопаланачко-кључки                                           |                                                                |
| 28                                                             | Сретен Вучковић                                                | тимочки                                                        | поречки                                                        |                                                                |
| 29                                                             | Милоје Милојевић                                               | моравски                                                       | левачки                                                        |                                                                |
| 30                                                             | Љубинка Милосављевић                                           | моравски                                                       | белички                                                        |                                                                |
| 31                                                             | Момир Јоксимовић                                               | моравски                                                       | раваничко-деспотовачки                                         |                                                                |
| 32                                                             | Милоје Антић                                                   | моравски                                                       | параћински                                                     |                                                                |
| 33                                                             | Чеда Ђурђевић                                                  | моравски                                                       | ресавски                                                       |                                                                |
| 34                                                             | Мијалко Тодоровић                                              | крагујевачки                                                   | крагујевачки                                                   |                                                                |
| 35                                                             | Немања Марковић                                                | крагујевачки                                                   | гружански                                                      |                                                                |
| 36                                                             | Милош Марковић                                                 | крагујевачки                                                   | лепенички                                                      |                                                                |
| 37                                                             | Славко Зечевић                                                 | крагујевачки                                                   | опленачки                                                      |                                                                |
| 38                                                             | Душан Петровић Шане                                            | крагујевачки                                                   | орашачки                                                       |                                                                |
| 39                                                             | Пане Ђукић                                                     | крушевачки                                                     | расински                                                       |                                                                |
| 40                                                             | Боса Цветић                                                    | крушевачки                                                     | крушевачки                                                     |                                                                |
| 41                                                             | Миодраг Недељковић                                             | крушевачки                                                     | трстенички                                                     | мандат му престао 25. новембра 1947.                           |
| 41                                                             | Вучко Величковић                                               | крушевачки                                                     | трстенички                                                     | заменио М. Недељковића                                         |
| 42                                                             | Радомир Матић                                                  | крушевачки                                                     | ражањско-трстенички                                            |                                                                |
| 43                                                             | Урош Ковачевић                                                 | крушевачки                                                     | жупско-копаонички                                              |                                                                |
| 44                                                             | Воја Лековић                                                   | новопазарски                                                   | Пријепоље—Прибој—Нова Варош                                    |                                                                |
| 45                                                             | Велибор Љујић                                                  | новопазарски                                                   | дежевски                                                       |                                                                |
| 46                                                             | Химлија Хасанагић                                              | новопазарски                                                   | Сјеница—Тутин                                                  |                                                                |
| 47                                                             | Милентије Поповић                                              | лесковачки                                                     | власотиначки                                                   |                                                                |
| 48                                                             | Риста Антуновић Баја                                           | лесковачки                                                     | град Лесковац                                                  |                                                                |
| 49                                                             | Светозар Крстић                                                | лесковачки                                                     | лесковачки                                                     |                                                                |
| 50                                                             | Милија Радовановић                                             | лесковачки                                                     | јабланички                                                     |                                                                |
| 51                                                             | Бошко Крстић                                                   | лесковачки                                                     | пусторечки                                                     |                                                                |
| 52                                                             | Коча Поповић                                                   | нишки                                                          | град Ниш                                                       |                                                                |
| 53                                                             | Славољуб Петровић Ђера                                         | нишки                                                          | нишко-заплањски                                                |                                                                |
| 54                                                             | Миливоје Стевановић Долински                                   | нишки                                                          | алексиначко-моравски                                           |                                                                |
| 55                                                             | Лазар Ђуровић Тића                                             | нишки                                                          | сокобањски                                                     |                                                                |
| 56                                                             | Тихомир Никодијевић                                            | нишки                                                          | сврљишки                                                       |                                                                |
| 57                                                             | Драгољуб Јовановић                                             | пиротски                                                       | нишавски и град Пирот                                          | мандат му престао 25. новембра 1947.                           |
| 57                                                             | Стојан Ђорђевић                                                | пиротски                                                       | нишавски и град Пирот                                          | заменио Д. Јовановића                                          |
| 58                                                             | Живојин Николић Брка                                           | пиротски                                                       | лужнички                                                       |                                                                |
| 59                                                             | Велимир Костић                                                 | пиротски                                                       | белопаланачки                                                  |                                                                |
| 60                                                             | Андреј Иванов                                                  | пиротски                                                       | царибродски                                                    |                                                                |
| 61                                                             | Света Стефановић                                               | пожаревачки                                                    | звишко-голубачки                                               |                                                                |
| 62                                                             | Богољуб Стојановић Тина                                        | пожаревачки                                                    | пожаревачки                                                    |                                                                |
| 63                                                             | Ратко Петровић                                                 | пожаревачки                                                    | моравски                                                       |                                                                |
| 64                                                             | Александар Трајковић                                           | пожаревачки                                                    | млавски                                                        |                                                                |
| 65                                                             | Радован Гаџић                                                  | пожаревачки                                                    | хомољски                                                       |                                                                |
| 66                                                             | Михаило Стојадиновић                                           | пожаревачки                                                    | рамски                                                         |                                                                |
| 67                                                             | Влада Зечевић                                                  | подрињски                                                      | јадарски                                                       |                                                                |
| 68                                                             | Момчило Ђурић                                                  | подрињски                                                      | рађевски                                                       | мандат му престао 30. марта 1946.                              |
| 68                                                             | Михаило Вујковац                                               | подрињски                                                      | рађевски                                                       | заменио М. Ђурића                                              |
| 69                                                             | Милан Беловуковић                                              | подрињски                                                      | мачвански                                                      |                                                                |
| 70                                                             | Милош Московљевић                                              | подрињски                                                      | посавско-тамнавски                                             | мандат му престао 28. новембра 1947.                           |
| 71                                                             | Никола Божовић                                                 | подрињски                                                      | азбуковачки                                                    |                                                                |
| 72                                                             | Живко Ерчић                                                    | подрињски                                                      | поцерски                                                       |                                                                |
| 73                                                             | Радош Јовановић Сеља                                           | прокупачки (топлички)                                          | прокупачко-јастребачки                                         |                                                                |
| 74                                                             | Станимир Јовановић Јова                                        | прокупачки (топлички)                                          | добрички                                                       |                                                                |
| 75                                                             | Ратомир Андрић Кмет                                            | прокупачки (топлички)                                          | косанички                                                      |                                                                |
| 76                                                             | Петар Стамболић                                                | чачански                                                       | моравско-драгачевски                                           |                                                                |
| 77                                                             | Милош Минић                                                    | чачански                                                       | љубићски                                                       |                                                                |
| 78                                                             | Света Трифуновић                                               | чачански                                                       | студенички                                                     |                                                                |
| 79                                                             | Драгомир Карајовић                                             | чачански                                                       | жички                                                          |                                                                |
| 80                                                             | Милка Минић                                                    | чачански                                                       | чачанско-трнавски                                              |                                                                |
| 81                                                             | Костадин Лукић                                                 | чачански                                                       | таковско-качерски                                              |                                                                |
| 82                                                             | Љубодраг Ђурић                                                 | ужички                                                         | ариљско-златиборски                                            |                                                                |
| 83                                                             | Слободан Пенезић Крцун                                         | ужички                                                         | ужички                                                         |                                                                |
| 84                                                             | Миливоје Радовановић Фарбин                                    | ужички                                                         | пожешко-црногорски                                             |                                                                |
| 85                                                             | Спасан Јовановић                                               | ужички                                                         | рачански                                                       |                                                                |
| 86                                                             | Мехмед Хоџа                                                    | косовски                                                       | грачаничко-приштински                                          |                                                                |
| 87                                                             | Павле Јовићевић                                                | косовски                                                       | подујевски                                                     |                                                                |
| 88                                                             | Рифат Бериша                                                   | косовски                                                       | дренички                                                       |                                                                |
| 89                                                             | Ђуро Рапајић                                                   | косовски                                                       | вучитрнски                                                     |                                                                |
| 90                                                             | Милија Цветнић                                                 | косовски                                                       | митровачки                                                     |                                                                |
| 91                                                             | Ђоко Пајковић                                                  | метохијски                                                     | пећски                                                         |                                                                |
| 92                                                             | Џавид Нимани                                                   | метохијски                                                     | шарпланински                                                   |                                                                |
| 93                                                             | Мита Миљковић                                                  | метохијски                                                     | шарпланински                                                   |                                                                |
| 94                                                             | Хасан Криезиу                                                  | метохијски                                                     | подримски                                                      |                                                                |
| 95                                                             | Душан Мугоша                                                   | метохијски                                                     | источки                                                        |                                                                |
| 96                                                             | Исмет Шаћири                                                   | метохијски                                                     | ђаковички                                                      |                                                                |
| 97                                                             | Фадиљ Хоџа                                                     | гњилански                                                      | гњилански                                                      |                                                                |
| 98                                                             | Бошко Чакић                                                    | гњилански                                                      | урошевачки                                                     |                                                                |
| 99                                                             | Горољуб Поповић                                                | гњилански                                                      | гњилански два                                                  |                                                                |

### Посланици изабрани у НР Хрватској
| Посланици Савезног већа изабрани у изборним окрузима НР Хрватске | Посланици Савезног већа изабрани у изборним окрузима НР Хрватске | Посланици Савезног већа изабрани у изборним окрузима НР Хрватске | Посланици Савезног већа изабрани у изборним окрузима НР Хрватске | Посланици Савезног већа изабрани у изборним окрузима НР Хрватске |
| број                                                             | име и презиме                                                    | изборни округ                                                    | изборни срез                                                     | напомена                                                         |
| ---------------------------------------------------------------- | ---------------------------------------------------------------- | ---------------------------------------------------------------- | ---------------------------------------------------------------- | ---------------------------------------------------------------- |
| 1                                                                | Младен Ивековић                                                  | град Загреб                                                      | првог рејона                                                     |                                                                  |
| /                                                                | Златан Сремец                                                    | град Загреб                                                      | другог рејона                                                    |                                                                  |
| /                                                                | Марко Белинић                                                    | град Загреб                                                      | трећег рејона                                                    |                                                                  |
| /                                                                | Јосип Броз Тито                                                  | град Загреб                                                      | четвртог рејона                                                  |                                                                  |
| /                                                                | Андрија Хебранг                                                  | град Загреб                                                      | петог рејона                                                     | мандат му престао 27. септембра 1948.                            |
| /                                                                | Филип Лакуш                                                      | Загреб                                                           | Загреб                                                           |                                                                  |
| /                                                                | Филип Лакуш                                                      | Загреб                                                           | Клањец                                                           |                                                                  |
| /                                                                | Фрањо Гажи                                                       | Загреб                                                           | Сети Иван-Зелина                                                 |                                                                  |
| /                                                                | Марко Белинић                                                    | Загреб                                                           | Доња Стубица                                                     |                                                                  |
| 2                                                                | Мика Шпиљак                                                      | Загреб                                                           | Велика Горица                                                    |                                                                  |
| 3                                                                | Ђуро Мартина                                                     | Загреб                                                           | Дуго Село                                                        |                                                                  |
| 4                                                                | Милка Куфрин                                                     | Загреб                                                           | Самобор-Јаска                                                    |                                                                  |
| 5                                                                | Већеслав Хољевац                                                 | Карловац                                                         | град Карловац                                                    |                                                                  |
| 6                                                                | Станко Опачић Ћаница                                             | Карловац                                                         | Војнић                                                           |                                                                  |
| 7                                                                | Никола Видовић                                                   | Карловац                                                         | Вргин Мост                                                       |                                                                  |
| 8                                                                | Јурица Ваушник                                                   | Карловац                                                         | Жумберак                                                         |                                                                  |
| /                                                                | Иван Рибар                                                       | Карловац                                                         | Карловац                                                         |                                                                  |
| 9                                                                | Сава Косановић                                                   | Карловац                                                         | Слуњ                                                             |                                                                  |
| 10                                                               | Иван Чаушевић Чауш                                               | Банија                                                           | Петриња                                                          |                                                                  |
| 11                                                               | Симо Тодоровић                                                   | Банија                                                           | Глина                                                            |                                                                  |
| 12                                                               | Владо Јанић Цапо                                                 | Банија                                                           | Сисак                                                            |                                                                  |
| 13                                                               | Јован Боројевић                                                  | Банија                                                           | Костајница                                                       |                                                                  |
| 14                                                               | Раде Прибићевић                                                  | Банија                                                           | Двор                                                             |                                                                  |
| /                                                                | Владимир Бакарић                                                 | Лика                                                             | Титова Кореница                                                  |                                                                  |
| 15                                                               | Адам Остовић                                                     | Лика                                                             | Оточац                                                           |                                                                  |
| 16                                                               | Јаков Блажевић                                                   | Лика                                                             | Госпић                                                           |                                                                  |
| 17                                                               | Ђоко Јованић                                                     | Лика                                                             | Грачац                                                           | поднео оставку                                                   |
| 17                                                               | Миле Почуча                                                      | Лика                                                             | Грачац                                                           | изабран уместо Ђ. Јованића                                       |
| /                                                                | Владимир Бакарић                                                 | Горски Котар                                                     | Огулин                                                           |                                                                  |
| 18                                                               | Андре Бубањ                                                      | Горски Котар                                                     | Делнице                                                          |                                                                  |
| 19                                                               | Марко Белинић                                                    | Вараждин                                                         | Вараждин                                                         |                                                                  |
| /                                                                | Карло Мразовић                                                   | Вараждин                                                         | Чаковец                                                          |                                                                  |
| /                                                                | Карло Мразовић                                                   | Вараждин                                                         | Прелог                                                           |                                                                  |
| 20                                                               | Стјепан Ивић                                                     | Вараждин                                                         | Лудберг                                                          |                                                                  |
| /                                                                | Фрањо Гажи                                                       | Вараждин                                                         | Иванец                                                           |                                                                  |
| 21                                                               | Томо Чешкај                                                      | Вараждин                                                         | Нови Мароф                                                       |                                                                  |
| 22                                                               | Марко Мркоци                                                     | Вараждин                                                         | Златар                                                           |                                                                  |
| 23                                                               | Ивица Гретић                                                     | Вараждин                                                         | Крапина                                                          |                                                                  |
| 24                                                               | Фрањо Шпиљак                                                     | Вараждин                                                         | Преграда                                                         |                                                                  |
| /                                                                | Ђуро Лалић                                                       | Бјеловар                                                         | Бјеловар                                                         |                                                                  |
| 25                                                               | Томо Војковић                                                    | Бјеловар                                                         | Ђурђевац                                                         |                                                                  |
| 26                                                               | Стјепан Првчић                                                   | Бјеловар                                                         | Копривница                                                       |                                                                  |
| 27                                                               | Томо Ференчина                                                   | Бјеловар                                                         | Крижевци                                                         |                                                                  |
| 28                                                               | Стјепан Новосел                                                  | Бјеловар                                                         | Чазма                                                            | мандат му престао 10. децембра 1947.                             |
| 28                                                               | Иван Турковић                                                    | Бјеловар                                                         | Чазма                                                            | заменио С. Новосела                                              |
| 29                                                               | Фрањо Антоновић                                                  | Бјеловар                                                         | Кутина                                                           |                                                                  |
| 30                                                               | Александар Кохаревић                                             | Бјеловар                                                         | Царешница-Северин                                                |                                                                  |
| /                                                                | Фрањо Гажи                                                       | Бјеловар                                                         | Врбовец                                                          |                                                                  |
| /                                                                | Андрија Хебранг                                                  | Дарувар                                                          | Вировитица                                                       | мандат му престао 27. септембра 1948.                            |
| 31                                                               | Звонко Бркић                                                     | Дарувар                                                          | Грубишино Поље                                                   |                                                                  |
| 32                                                               | Богдан Црнобрња                                                  | Дарувар                                                          | Дарувар                                                          |                                                                  |
| 33                                                               | Душан Чалић                                                      | Дарувар                                                          | Пакрац                                                           |                                                                  |
| 34                                                               | Чедо Грбић                                                       | Дарувар                                                          | Новска                                                           |                                                                  |
| /                                                                | Душан Бркић                                                      | Дарувар                                                          |                                                                  |                                                                  |
| 35                                                               | Ђуро Салај                                                       | Славонски Брод                                                   | Славонски Брод                                                   |                                                                  |
| /                                                                | Антун Туна Бабић                                                 | Славонски Брод                                                   | Жупања                                                           |                                                                  |
| /                                                                | Златан Сремец                                                    | Славонски Брод                                                   | Винковци                                                         |                                                                  |
| 36                                                               | Ива Вукашиновић                                                  | Славонски Брод                                                   | Андријевци                                                       |                                                                  |
| 37                                                               | Илија Рикановић                                                  | Славонски Брод                                                   | Славонска Пожега                                                 |                                                                  |
| 38                                                               | Перо Баричевић                                                   | Славонски Брод                                                   | Плетерница                                                       |                                                                  |
| 39                                                               | Симо Новосел                                                     | Славонски Брод                                                   | Нова Градишка                                                    |                                                                  |
| 40                                                               | Светозар Ритиг                                                   | Славонски Брод                                                   | Ђаково                                                           |                                                                  |
| /                                                                | Антун Туна Бабић                                                 | Осијек                                                           | Валпово-Михољац                                                  |                                                                  |
| /                                                                | Душан Бркић                                                      | Осијек                                                           | Ораховица                                                        |                                                                  |
| 41                                                               | Никола Јакшић Геџо                                               | Осијек                                                           | Осијек                                                           |                                                                  |
| 42                                                               | Живојин Јоцић                                                    | Осијек                                                           | Вуковар                                                          |                                                                  |
| 43                                                               | Иво Карнел                                                       | Осијек                                                           | град Осијек                                                      |                                                                  |
| 44                                                               | Љубомир Поповић                                                  | Осијек                                                           | Бели Манастир-Батина                                             |                                                                  |
| 45                                                               | Ђуро Вукадиновић                                                 | Осијек                                                           | Нашице                                                           |                                                                  |
| 46                                                               | Анте Вркљан                                                      | Хрватско приморје                                                | град Сушак, Кастав и Сушак                                       |                                                                  |
| 47                                                               | Петар Комадина                                                   | Хрватско приморје                                                | Цриквеница, Нови и Сењ                                           |                                                                  |
| 48                                                               | Јурица Кнез                                                      | Хрватско приморје                                                | Крк, Раб и Паг                                                   |                                                                  |
| 49                                                               | Стево Зечевић                                                    | Задар                                                            | Бенковац-Обровац                                                 |                                                                  |
| 50                                                               | Рикард Стуловић                                                  | Задар                                                            | Биоград, Задар и Преко                                           |                                                                  |
| /                                                                | Иван Рибар                                                       | Шибеник                                                          | Шибеник                                                          |                                                                  |
| 51                                                               | Гуште Шпрљан                                                     | Шибеник                                                          | Кистање-Водице                                                   |                                                                  |
| 52                                                               | Мартин Сучић                                                     | Шибеник                                                          | Дрниш                                                            |                                                                  |
| 53                                                               | Тоде Ћурувија                                                    | Шибеник                                                          | Книн                                                             |                                                                  |
| 54                                                               | Вицко Крстуловић                                                 | Средња Далмација                                                 | град Сплит                                                       |                                                                  |
| 55                                                               | Драго Гиздић                                                     | Средња Далмација                                                 | Сплит                                                            |                                                                  |
| 56                                                               | Вице Буљан                                                       | Средња Далмација                                                 | Сињ-Врлика                                                       |                                                                  |
| 57                                                               | Павао Крце                                                       | Средња Далмација                                                 | Омиш-Триљ                                                        |                                                                  |
| 58                                                               | Петар Чолак                                                      | Средња Далмација                                                 | Трогир-Муч                                                       |                                                                  |
| 59                                                               | Јерко Радмиловић                                                 | Средња Далмација                                                 | Брач-Хвар-Вис                                                    |                                                                  |
| 60                                                               | Мато Јакшић                                                      | Дубровник                                                        | дубровачки                                                       |                                                                  |
| 61                                                               | Марин Цетинић                                                    | Дубровник                                                        | Корчула-Пељешац-Мљет                                             |                                                                  |
| 62                                                               | Анте Шутић                                                       | Биоково-Неретва                                                  | Макарска-Пељешац-Мљет                                            |                                                                  |
| 63                                                               | Станко Шкаре                                                     | Биоково-Неретва                                                  | Имотски-Шестановац                                               |                                                                  |

### Посланици изабрани у НР Црне Горе
| Посланици Савезног већа изабрани у изборним окрузима НР Црне Горе | Посланици Савезног већа изабрани у изборним окрузима НР Црне Горе | Посланици Савезног већа изабрани у изборним окрузима НР Црне Горе | Посланици Савезног већа изабрани у изборним окрузима НР Црне Горе | Посланици Савезног већа изабрани у изборним окрузима НР Црне Горе |
| број                                                              | име и презиме                                                     | изборни округ                                                     | изборни срез                                                      | напомена                                                          |
| ----------------------------------------------------------------- | ----------------------------------------------------------------- | ----------------------------------------------------------------- | ----------------------------------------------------------------- | ----------------------------------------------------------------- |
| 1                                                                 | Глигорије Мандић                                                  | цетињски                                                          | которско херцеговачки                                             | мандат му престао 25. новембра 1947.                              |
| 1                                                                 | Јово Црногорчевић                                                 | цетињски                                                          | которско херцеговачки                                             | заменио Г. Мандића                                                |
| /                                                                 | Светозар Вукмановић Темпо                                         | цетињски                                                          | улцињско-барски                                                   |                                                                   |
| /                                                                 | Јосип Броз Тито                                                   | цетињски                                                          | цетињско-даниловградски                                           |                                                                   |
| 2                                                                 | Вељко Зековић                                                     | цетињски                                                          | никшићко-вилушки                                                  |                                                                   |
| 3                                                                 | Милош Рашовић                                                     | цетињски                                                          | подгорички                                                        |                                                                   |
| 4                                                                 | Миле Перуничић                                                    | берански                                                          | Бијело Поље                                                       |                                                                   |
| 5                                                                 | Панто Малишић                                                     | берански                                                          | берански                                                          |                                                                   |
| 6                                                                 | Мирко Крџић                                                       | берански                                                          | Андријевица-Колашин                                               |                                                                   |
| 7                                                                 | Велимир Јакић                                                     | берански                                                          | Пљевље-Шавник                                                     | умро 3. октобра 1946.                                             |
| 7                                                                 | Спасоје Шарац                                                     | берански                                                          | Пљевље-Шавник                                                     | заменио В. Јакића                                                 |

### Посланици изабрани у АП Војводини
| Посланици Савезног већа изабрани у изборним окрузима АП Војводине | Посланици Савезног већа изабрани у изборним окрузима АП Војводине | Посланици Савезног већа изабрани у изборним окрузима АП Војводине | Посланици Савезног већа изабрани у изборним окрузима АП Војводине | Посланици Савезног већа изабрани у изборним окрузима АП Војводине |
| број                                                              | име и презиме                                                     | изборни округ                                                     | изборни срез                                                      | напомена                                                          |
| ----------------------------------------------------------------- | ----------------------------------------------------------------- | ----------------------------------------------------------------- | ----------------------------------------------------------------- | ----------------------------------------------------------------- |
| /                                                                 | Иван Рибар                                                        | новосадски                                                        | новосадски                                                        |                                                                   |
| /                                                                 | Јован Веселинов                                                   | новосадски                                                        | град Нови Сад                                                     |                                                                   |
| 1                                                                 | Јован Поповић                                                     | новосадски                                                        | Стари Бечеј                                                       |                                                                   |
| 2                                                                 | Александар Жижа                                                   | новосадски                                                        | Нови Сад 1                                                        |                                                                   |
| 3                                                                 | Спасоје Чобански                                                  | новосадски                                                        | Кула                                                              |                                                                   |
| 4                                                                 | Славко Кузмановић                                                 | новосадски                                                        | Жабаљ                                                             |                                                                   |
| 5                                                                 | Вујица Гајиновић                                                  | новосадски                                                        | Тител                                                             |                                                                   |
| 6                                                                 | Ђурица Јојкић                                                     | новосадски                                                        | Бачка Паланка                                                     |                                                                   |
| 7                                                                 | Јован Дороски                                                     | сомборски                                                         | Оџаци                                                             |                                                                   |
| 8                                                                 | Лазар Плавшић                                                     | сомборски                                                         | град Сомбор                                                       |                                                                   |
| 9                                                                 | Ђура Богданов                                                     | сомборски                                                         | Сомбор 1                                                          |                                                                   |
| 10                                                                | Јожеф Секељ                                                       | сомборски                                                         | Сомбор 2                                                          |                                                                   |
| 11                                                                | Мата Августинов                                                   | сомборски                                                         | Апатин                                                            |                                                                   |
| 12                                                                | Грго Лулић                                                        | суботички                                                         | Суботица 1                                                        |                                                                   |
| 13                                                                | Јожеф Салаји                                                      | суботички                                                         | Суботица 2                                                        |                                                                   |
| 14                                                                | Лајчо Јарамазовић                                                 | суботички                                                         | Суботица 3                                                        |                                                                   |
| 15                                                                | Иштван Лерик                                                      | суботички                                                         | Бачка Топола                                                      |                                                                   |
| 16                                                                | Винце Рац                                                         | суботички                                                         | Сента                                                             |                                                                   |
| 17                                                                | Радивој Драгин                                                    | суботички                                                         | сенћански                                                         |                                                                   |
| 18                                                                | Иса Јовановић                                                     | панчевачки                                                        | Вршац                                                             |                                                                   |
| 19                                                                | Станка Мунћан Веселинов                                           | панчевачки                                                        | Бела Црква                                                        |                                                                   |
| 20                                                                | Душан Богданов                                                    | панчевачки                                                        | Панчево                                                           |                                                                   |
| 21                                                                | Јован Шакић                                                       | панчевачки                                                        | град Панчево                                                      |                                                                   |
| 22                                                                | Душан Новаков                                                     | панчевачки                                                        | Панчево                                                           |                                                                   |
| 23                                                                | Младен Косовац                                                    | панчевачки                                                        | ковински                                                          |                                                                   |
| 24                                                                | Иван Суботин                                                      | панчевачки                                                        | алибунарски                                                       |                                                                   |
| /                                                                 | Јован Веселинов                                                   | петровградски                                                     | Нови Бечеј                                                        |                                                                   |
| 25                                                                | Тома Гранфил                                                      | петровградски                                                     | Велика Кикинда                                                    |                                                                   |
| 26                                                                | Ђура Јовановић                                                    | петровградски                                                     | град Петровград                                                   |                                                                   |
| 27                                                                | Чеда Грубић                                                       | петровградски                                                     | петровградски                                                     |                                                                   |
| 28                                                                | Сава Лазин                                                        | петровградски                                                     | Нови Кнежевац                                                     |                                                                   |
| 29                                                                | Никола Иванчевић                                                  | петровградски                                                     | Јаша Томић                                                        |                                                                   |
| 30                                                                | Милан Прибић                                                      | петровградски                                                     | Српска Црња                                                       |                                                                   |
| 31                                                                | Аћим Груловић                                                     | сремскомитровачки                                                 | Сремски Карловци                                                  |                                                                   |
| 32                                                                | Петар Релић                                                       | сремскомитровачки                                                 | старопазовачки                                                    |                                                                   |
| 33                                                                | Коста Нађ                                                         | сремскомитровачки                                                 | град Земун                                                        |                                                                   |
| 34                                                                | Ђорђе Бошковић Бата                                               | сремскомитровачки                                                 | земунски                                                          |                                                                   |
| 35                                                                | Александар Шевић                                                  | сремскомитровачки                                                 | румски                                                            |                                                                   |
| 36                                                                | Стеван Јовичић                                                    | сремскомитровачки                                                 | иришки                                                            |                                                                   |
| /                                                                 | Моша Пијаде                                                       | сремскомитровачки                                                 | сремскомитровачки                                                 |                                                                   |
| 37                                                                | Павле Геренчевић                                                  | сремскомитровачки                                                 | шидски                                                            |                                                                   |

### Посланици изабрани у више изборних округа
Укупно 18 народних посланика бирано је у више изборних округа и срезова, укупно 44, а након формирања Уставотворне скупштине они су Верификационом одбору поднели оставке, па су на њихова места изабрани њихови заменици.
| Посланици Савезног већа изабрани у више изборних округа или срезова | Посланици Савезног већа изабрани у више изборних округа или срезова | Посланици Савезног већа изабрани у више изборних округа или срезова | Посланици Савезног већа изабрани у више изборних округа или срезова | Посланици Савезног већа изабрани у више изборних округа или срезова | Посланици Савезног већа изабрани у више изборних округа или срезова |
| број                                                                | име и презиме                                                       | изборни округ                                                       | изборни срез                                                        | изабрани посланик                                                   |                                                                     |
| ------------------------------------------------------------------- | ------------------------------------------------------------------- | ------------------------------------------------------------------- | ------------------------------------------------------------------- | ------------------------------------------------------------------- | ------------------------------------------------------------------- |
| 1                                                                   | Антун Туна Бабић                                                    | Славонски Брод                                                      | Жупања                                                              |                                                                     |                                                                     |
| 1                                                                   | Антун Туна Бабић                                                    | Осијек                                                              | Валпово-Михољац                                                     | Имро Филаковић                                                      |                                                                     |
| 2                                                                   | Владимир Бакарић                                                    | Горски Котар                                                        | Огулин                                                              | Вељко Ковачевић                                                     |                                                                     |
| 2                                                                   | Владимир Бакарић                                                    | Лика                                                                | Титова Кореница                                                     | Раде Жигић                                                          |                                                                     |
| 3                                                                   | Марко Белинић                                                       | Вараждин                                                            | Вараждин                                                            |                                                                     |                                                                     |
| 3                                                                   | Марко Белинић                                                       | Загреб                                                              | Доња Стубица                                                        | Лука Пахић                                                          |                                                                     |
| 3                                                                   | Марко Белинић                                                       | град Загреб                                                         | трећег рејона                                                       |                                                                     |                                                                     |
| 4                                                                   | Душан Бркић                                                         | Дарувар                                                             | Слатина                                                             |                                                                     |                                                                     |
| 4                                                                   | Душан Бркић                                                         | Осијек                                                              | Ораховица                                                           | Јосип Месић                                                         |                                                                     |
| 5                                                                   | Јосип Броз Тито                                                     | град Београд                                                        | седмог рејона                                                       | Благоје Нешковић                                                    |                                                                     |
| 5                                                                   | Јосип Броз Тито                                                     | Бихаћ                                                               | Дрвар—Босанско Грахово                                              | Ђуро Пуцар Стари                                                    |                                                                     |
| 5                                                                   | Јосип Броз Тито                                                     | град Загреб                                                         | четвртог рејона                                                     | Владимир Бакарић                                                    |                                                                     |
| 5                                                                   | Јосип Броз Тито                                                     | град Љубљана                                                        | 1                                                                   | Борис Кидрич                                                        |                                                                     |
| 5                                                                   | Јосип Броз Тито                                                     | град Скопље                                                         | 1                                                                   | Лазар Колишевски                                                    |                                                                     |
| 5                                                                   | Јосип Броз Тито                                                     | цетињски                                                            | цетињско-даниловградски                                             | Блажо Јовановић                                                     |                                                                     |
| 6                                                                   | Јован Веселинов                                                     | новосадски                                                          | град Нови Сад                                                       |                                                                     |                                                                     |
| 6                                                                   | Јован Веселинов                                                     | петровградски                                                       | Нови Бечеј                                                          | Живојин Попов                                                       |                                                                     |
| 7                                                                   | Светозар Вукмановић Темпо                                           | скопљански                                                          | кумановски                                                          | Борис Станковски                                                    |                                                                     |
| 7                                                                   | Светозар Вукмановић Темпо                                           | цетињски                                                            | улцињско-барски                                                     |                                                                     |                                                                     |
| 8                                                                   | Фрањо Гажи                                                          | Бјеловар                                                            | Врбовец                                                             |                                                                     |                                                                     |
| 8                                                                   | Фрањо Гажи                                                          | Вараждин                                                            | Нови Мароф                                                          | Јаков Корне                                                         |                                                                     |
| 8                                                                   | Фрањо Гажи                                                          | Загреб                                                              | Свети Иван-Зелина                                                   | Иван Гранђа                                                         |                                                                     |
| 9                                                                   | Сретен Жујовић                                                      | град Београд                                                        | другог рејона                                                       |                                                                     |                                                                     |
| 9                                                                   | Сретен Жујовић                                                      | београдски                                                          | младеновачки                                                        | Милорад Вујичић                                                     |                                                                     |
| 10                                                                  | Војислав Кецмановић                                                 | град Сарајево                                                       | Сарајево град 2                                                     |                                                                     |                                                                     |
| 10                                                                  | Војислав Кецмановић                                                 | тузански                                                            | Бијељина                                                            | Светолик Госпић                                                     |                                                                     |
| 11                                                                  | Филип Лакуш                                                         | Загреб                                                              | Загреб                                                              |                                                                     |                                                                     |
| 11                                                                  | Филип Лакуш                                                         | Загреб                                                              | Клањец                                                              | Јосип Туцман                                                        |                                                                     |
| 12                                                                  | Пашага Манџић                                                       | сарајевски                                                          | зенички                                                             | Јозо Марчинковић                                                    |                                                                     |
| 12                                                                  | Пашага Манџић                                                       | тузлански                                                           | тузански                                                            |                                                                     |                                                                     |
| 13                                                                  | Карло Мразовић                                                      | Вараждин                                                            | Чаковец                                                             |                                                                     |                                                                     |
| 13                                                                  | Карло Мразовић                                                      | Вараждин                                                            | Прелог                                                              | Елизабета Фрнић                                                     |                                                                     |
| 14                                                                  | Моша Пијаде                                                         | град Београд                                                        | првог рејона                                                        |                                                                     |                                                                     |
| 14                                                                  | Моша Пијаде                                                         | сремскомитровачки                                                   | сремскомитровачки                                                   | Марко Перичин                                                       |                                                                     |
| 15                                                                  | Александар Ранковић                                                 | град Београд                                                        | шестог рејона                                                       |                                                                     |                                                                     |
| 15                                                                  | Александар Ранковић                                                 | београдски                                                          | посавски                                                            | Светомир Нешић                                                      |                                                                     |
| 16                                                                  | Иван Рибар                                                          | Карловац                                                            | Карловац                                                            | Марко Половић                                                       |                                                                     |
| 16                                                                  | Иван Рибар                                                          | новосадски                                                          | новосадски                                                          | Јан Гашпар                                                          |                                                                     |
| 16                                                                  | Иван Рибар                                                          | травнички                                                           | Јајце                                                               | Немања Влатковић                                                    |                                                                     |
| 16                                                                  | Иван Рибар                                                          | Шибеник                                                             | Шибеник                                                             |                                                                     |                                                                     |
| 17                                                                  | Златан Сремец                                                       | град Загреб                                                         | другог рејона                                                       | Јосип Миклаужић                                                     |                                                                     |
| 17                                                                  | Златан Сремец                                                       | Славонски Брод                                                      | Винковци                                                            |                                                                     |                                                                     |
| 18                                                                  | Андрија Хебранг                                                     | Дарувар                                                             | Вировитица                                                          | Јосип Банк                                                          |                                                                     |
| 18                                                                  | Андрија Хебранг                                                     | град Загреб                                                         | петог рејона                                                        |                                                                     |                                                                     |

## Списак народних посланика Већа народа

### Посланици из НР Босне и Херцеговине
- Посланици Већа народа Народне скупштине ФНРЈ из НР Босне и Херцеговине:[10]

1. Родољуб Чолаковић, новинар из Бијељине и носилац листе
2. Анто Бабић, професор из Сарајева
3. Љубо Бабић, правник из Босанске Градишке
4. Божо Барбарић, земљорадник из Мостара
5. Ђурађ Бојновић, земљорадник из Гламоча
6. Хасан Бркић, адвокатски приправник
7. Милан Бурсаћ, земљорадник из Дрвара
8. Душан Васиљевић, адвокат из Сарајева
9. Тодор Вујасиновић, приватни чиновник из Београда
10. Бећир Галијашевић, чиновник из Тешња
11. Ратко Дугоњић, правник из Сарајева
12. Фадил Имамовић, правник из Зенице
13. Нико Јуринчић, радник из Бања Луке
14. Хајро Капетановић, студент из Босанског Новог
15. Скендер Куленовић, књижевник из Травника
16. Шефкет Маглајлић, радник из Бањалуке
17. Зора Николић, радница из Бијељине
18. Радован Папић, учитељ из Билеће
19. Хасан Ребац, публициста из Мостара
20. Флоријан Сушић, обртник из Ливна
21. Раде Хамовић, генерал-мајор ЈА из Столца
22. Фрањо Херљевић, потпуковник ЈА из Тузле
23. Хусага Чишић, поседник из Мостара
24. Бранко Чубриловић, лекар из Бања Луке
25. Хасан Џанкић, чиновник из Босанског Новог

### Посланици из НР Македоније
- Посланици Већа народа Народне скупштине ФНРЈ из НР Македоније:[11]

1. Бане Андрејев, носилац листе
2. Мехмед Абдураим
3. Михаило Апостолски, генерал-лајтнант ЈА
4. Вера Ацева, домаћица из Прилепа
5. Ристо Бајаловски, чиновник из Скопља
6. Панко Брашнаров
7. Наум Васиљевски, офцир ЈА из Скопља
8. Гјорги Гавриловски
9. Муча Кериме, домаћица из Дебра
10. Борис Костов
11. Веселинка Малинска, чиновник из Скопља
12. Венко Марковски
13. Никола Мартиновски, уметник из Скопља
14. Кирил Миљевски
15. Лазар Мојсов, студент из Скопља
16. Наум Наумовски, радник из Скопља
17. Дмитар Несторов
18. Тоде Ношпал
19. Никола Панчев
20. Лиси Сали
21. Кемал Сејфула
22. Нафи Сулејмановски, официр ЈА
23. Борко Темелковски, радник из Прилепа
24. Лазар Целески, земљорадник из Белчишта, код Охрида
25. Љиљана Чаловска, студент из Скопља

### Посланици из НР Словеније
- Посланици Већа народа Народне скупштине ФНРЈ из НР Словеније:[12]

1. Јосип Видмар, књижевник из Љубљане и носилац листе
2. Ладо Амброжич, генерал-мајор ЈА
3. Алеш Беблер, правник из Љубљане
4. Франце Бевк, публициста из Љубљане
5. Антон Видмар, потпуковник ЈА
6. Тоне Долиншек, радник из Љубљане
7. Срећко Жумер, земљорадник из Љубљане
8. Отон Жупанчич, песник из Љубљане
9. Јосип Јераз, професор из Љубљане
10. Стане Кавчич
11. Пепца Кардељ, радница из Љубљане
12. Едвард Коцбек, професор из Љубљане
13. Бено Котник, земљорадник из Подкраја при Гуштању
14. Франце Лубеј, учитељ из Љубљане
15. Павел Луначек, лекар из Љубљане
16. Драго Марушич, правник
17. Алојз Млакар, земљорадник из Новог Места
18. Иван Новак, обућар из Тацена
19. Франц Поглајен, потпуковник ЈА
20. Бојан Полак, потпуковник ЈА
21. Јосип Рус, судија из Љубљане
22. Франц Сној, чиновник из Љубљане
23. Тоне Хафнер, земљорадник из Стражишћа при Крању
24. Станко Цајнкар, професор из Љубљане
25. Лидија Шентјурц, професор из Љубљане

### Посланици из НР Србије
- Посланици Већа народа Народне скупштине ФНРЈ из НР Србије:[13]

1. Синиша Станковић, носилац листе
2. Јаша Продановић, носилац листе
3. Спасенија Цана Бабовић
4. Милорад Влајковић, лекар из Барајева
5. Сретен Вукосављевић
6. Драгољуб С. Илић, адвокат из Београда
7. Павле Илић
8. Стеван Јаковљевић, ректор Универтитета у Београду
9. Радмила Манојловић, домаћица из Шапца
10. Митра Митровић
11. Косан Павловић, земљорадник из Степојевца, код Лазаревца
12. Нинко Петровић
13. Милан С. Поповић, главни секретар Земљорадничке странке
14. Милош Поповић, лекар из Београда
15. Радован Поповић, земљорадник из Вранића, код Барајева
16. Добривоје Радосављевић Боби
17. Кирило Савић, професор Универзитета из Београда
18. Велимир Скерлић, приватни чиновник из Београда
19. Милан Смиљанић, свештеник из Чајетине
20. Димитрије Спасојевић, земљорадник из Градца, код Баточине
21. Александар Стојановић, столар из Београда
22. Радомир Тодоровић, земљорадник из Дивостина, код Крагујевца
23. Алекса Томић
24. Милош Царевић
25. Мурат Шећерагић

### Посланици из НР Хрватске
- Посланици Већа народа Народне скупштине ФНРЈ из НР Хрватске:[14]

1. Владимир Назор, књижевник из Загреба и носилац листе
2. Антун Аугустинчић, вајар из Загреба
3. Анка Берус, професор из Сплита
4. Фрањо Борић, трговац из Приморја
5. Иван Гошњак, генерал-лајтнант из Сиска
6. Павле Грегорић, лекар из Загреба
7. Богде Јагрешин
8. Иван Крајачић, генерал-мајор ЈА из Загреба
9. Хинко Кризман
10. Мато Кршул, радник из Селца
11. Божидар Масларић, генерал-мајор из Осијека
12. Јова Милојевић, адвокат из Осијека
13. Радојица Ненезић, потпуковник ЈА из Осијека
14. Богдан Орешчанин, генерал-мајор ЈА из Топуског
15. Ката Пејновић, земљорадница из Смиљана
16. Стјепан Плепелић, земљорадник из Велике Горице
17. Душан Поповић, земљорадник из Бискупије
18. Душан Ркман, земљорадник из Кордуна
19. Драгутин Саили, радник из Загреба
20. Анте Салацан, свештеник из Далмације
21. Јосип Смодлака
22. Иван Турковић, члан Извршног одбора ХРСС
23. Фране Фрол, члан Извршног одбора ХРСС из Загреба
24. Јосип Хрнчевић, пуковник ЈА из Бјеловара
25. Тома Чиковић, земљорадник из Копривнице

### Посланици из НР Црне Горе
- Посланици Већа народа Народне скупштине ФНРЈ из НР Црне Горе:[15]

1. Милован Ђилас, носилац листе
2. Митар Бакић
3. Обрен Благојевић
4. Марко Вујачић
5. Гојко Гарчевић
6. Маринко Голубовић, капетан ЈА из Пљеваља
7. Радоња Голубовић
8. Михаило Грбић
9. Пеко Дапчевић, генерал-лајтнат ЈА из Цетиња
10. Милоје Добрашиновић, професор из Бијелог Поља
11. Живко Жижић
12. Радован Зоговић, књижевник из Берана
13. Душан Ивовић, учитељ из Пљеваља
14. Петар Комненић
15. Божо Митровић
16. Вељко Мићуновић, пуковник ЈА из Цетиња
17. Андрија Мугоша
18. Саво Оровић, генерал-лајтнант ЈА из Андријевице
19. Нико Павић
20. Пуниша Перовић
21. Мато Петровић, радник из Котора
22. Крсто Попивода, студент из Цетиња
23. Вуко Радовић
24. Јован Ћетковић
25. Џеко Хоџић, студент из Рожаја

### Посланици из АП Војводине
- Посланици Већа народа Народне скупштине ФНРЈ из АП Војводине:[16]

1. Никола Петровић, носилац листе
2. Душан Братић, адвокат из Петровграда
3. Иштван Варга, капетан ЈА из Новог Сада
4. Павел Врбовски, агроном из Бачког Петровца
5. Миливој Ђуричин, земљорадник из Јарковаца, код Сечња
6. Јован Јегдић, адвокат из Новог Сада
7. Трајан Лауташ
8. Петар Маснић
9. Иван Миланковић
10. Мира Милошевић
11. Љубомир Момчиловић
12. Гаврило Нађ, директор гимназије из Руског Крстура
13. Шандор Олах
14. Војин Царић, адвокат из Новог Сада
15. Пал Шоти

### Посланици из АКМО
- Посланици Већа народа Народне скупштине ФНРЈ из Аутономне Косовометохијске обасти:[16]

1. Али Шукрија, носилац листе
2. Куртеш Агуши
3. Алус Гаш
4. Спасоје Ђаковић
5. Живојин Ђуричић
6. Зећирија Реџа
7. Затрић Саит
8. Хивзија Сулејмани
9. Крсто Филиповић
10. Мустафа Хоџа